# Acerno
Acerno – miejscowość i gmina we Włoszech, w regionie Kampania, w prowincji Salerno.
Według danych na rok 2004 gminę zamieszkiwało 3013 osób, 41,8 os./km².
Od XI wieku do 1818 roku Acerno było siedzibą biskupa.